# Jasmin Jannermann
Jasmin Jannermann (* 1. März 1988 in Frankenberg (Eder)) ist eine ehemalige deutsche Fußballspielerin.

## Karriere

### Vereine
Jannermann begann in Bottendorf beim ortsansässigen Mehrspartenverein TSV Bottendorf mit dem Fußballspielen. Über den Amöneburger Stadtteilverein JSG Mardorf gelangte sie 2004 zum 1. FFC Frankfurt. Dort wurde sie als Verteidigerin meist in der zweiten Mannschaft eingesetzt. Für die erste Mannschaft kam sie jedoch in neun Bundesligaspielen zum Einsatz, wobei sie am 3. Oktober 2004 (3. Spieltag) beim 5:2-Sieg im Auswärtsspiel gegen den 1. FFC Turbine Potsdam mit Einwechslung für Tina Wunderlich in der 82. Minute debütierte.
2007 wechselte sie zum Ligakonkurrenten SC Freiburg, für den sie zehn Punktspiele bestritt. Zur Saison 2008/09 schloss sie sich dem Regionalligaaufsteiger RSV Roßdorf an, für den sie bis Saisonende 2011/12 in der drittklassigen Regionalliga Süd Punktspiele bestritt. Trotz des Abstieges blieb sie dem Verein bis Saisonende 2016/17 in der unteren Spielklasse treu, bevor sie ihre Karriere beendete.

### Nationalmannschaft
Jannermann bestritt neun Länderspiele für die U17-, sechs für die U19- und ein Länderspiel für die U20-Nationalmannschaft.
Das Turnier um den Nordic Cup – der inoffiziellen Europameisterschaft für U-17-Nationalmannschaften – gewann sie 2005 mit Deutschland mit dem 4:1-Finalsieg über Gastgeber Norwegen.
Bei der vom 20. bis 31. Juli 2005 in Ungarn ausgetragenen Europameisterschaft kam sie im zweiten und dritten Spiel der Gruppe A für die DFB-Elf als Einwechselspielerin zum Einsatz; ihre Mannschaft schied am 28. Juli in Zalaegerszeg mit der 1:3-Halbfinalniederlage gegen den späteren Europameister Russland aus.

## Erfolge
Nationalmannschaft
- Nordic-Cup-Sieger 2005

Vereine
- UEFA Women’s Cup-Sieger 2006
- Deutscher Meister 2005, 2007
- DFB-Pokal-Sieger 2007

## Sonstiges
Jasmin Jannermann studierte an der Pädagogischen Hochschule in Freiburg.